# Понтиак (Илинойс)
Вижте пояснителната страница за други значения на Понтиак.
Понтиак (на английски: Pontiac) е град в Съединени американски щати, щат Илинойс. Административен център на окръг Ливингстън. Населението на града през 2010 година е 11 931 души.